# Teofano (opatka w Essen)

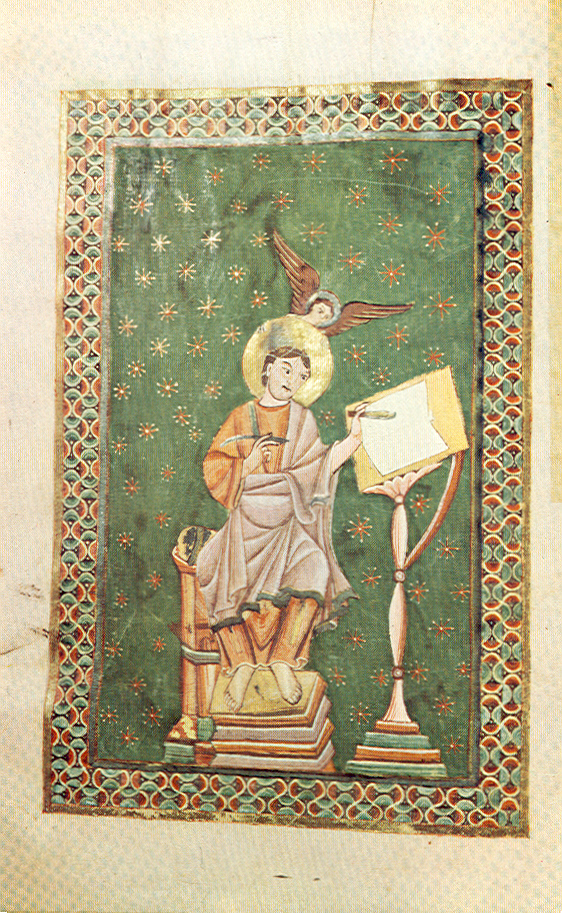
Ewangelista Mateusz. Ilustracja z Ewangeliarza Teofano

Teofano, w literaturze także Teofanu (ur. ok. 997, zm. 5 marca 1058 w Essen) – od 1039 opatka klasztoru w Essen i równocześnie w Gerresheim. Po Matyldzie najważniejsza przełożona w dziejach tego opactwa. Ufundowała wiele dzieł sztuki i wspierała rozwój osady klasztornej (późniejszego miasta Essen), uzyskując dla niej od cesarza Henryka III przywilej targowy.

## Rodzina i działalność przed objęciem urzędu opatki
Teofano była zapewne drugą pod względem wieku córką Ezzona i Matyldy Saksońskiej. Imię otrzymała po babce ze strony matki – cesarzowej Teofano. Jej siostrą była królowa Polski Rycheza. Nie wiadomo, gdzie wychowywała się przyszła opatka. Jeśli miało to miejsce w Essen, to mogła poznać opatkę Matyldę, ale w chwili jej śmierci w 1011 była zbyt młoda, by zostać jej następczynią.
Ze względu na polityczne napięcia pomiędzy rodem Ezzonidów a cesarzem Henrykiem II w sprawie spadku po ottońskiej linii Ludolfingów jest nieprawdopodobne, by Teofano pełniła urzędy przed śmiercią wspierającej władcę opatki Zofii. Dwie siostry Teofano, które mieszkały w Gandersheim, opuściły samowolnie klasztor krótko po śmierci cesarza, ponieważ Zofia źle je traktowała. Trudno przypuszczać, by Teofano była lepiej traktowana, jednakże Zofia rezydowała w Gandersheim i po śmierci Henryka II straciła zaplecze polityczne. Z tych względów jest możliwe, że Teofano, która dopiero po śmierci Zofii (zm. 30 stycznia 1039) została opatką w Essen, już wcześniej przejęła jej obowiązki.
Teofano, podkreślając swoje związki z ottońską linią Ludolfingów, troszczyła się także o sprawy Ezzonidów. Poświadczone jest jej współdziałanie przy reorganizacji włości Ezzonidów w Nadrenii. 17 lipca 1051 Teofano, jej brat Herman II i siostra Rycheza przekazali arcybiskupstwu kolońskiemu opactwo Brauweiler, które było rodowym klasztorem Ezzonidów. Akt ten poprzedził spór prawny rozstrzygnięty przez cesarza. Jego przyczyną był zapewne fakt, że klasztor zamierzał przekazać już Ezzon, ale decyzja ta została unieważniona przez dzieci lotaryńskiego palatyna. W następnych latach sytuacja się zmieniła. Spośród 10 dzieci Ezzona tylko Rycheza i zmarły w 1047 Otto II Szwabski mieli potomstwo, ale nie mieszkało ono w Nadrenii. Obawiano się zatem, że klasztor pozostanie bez protektora.

## Teofano jako opatka

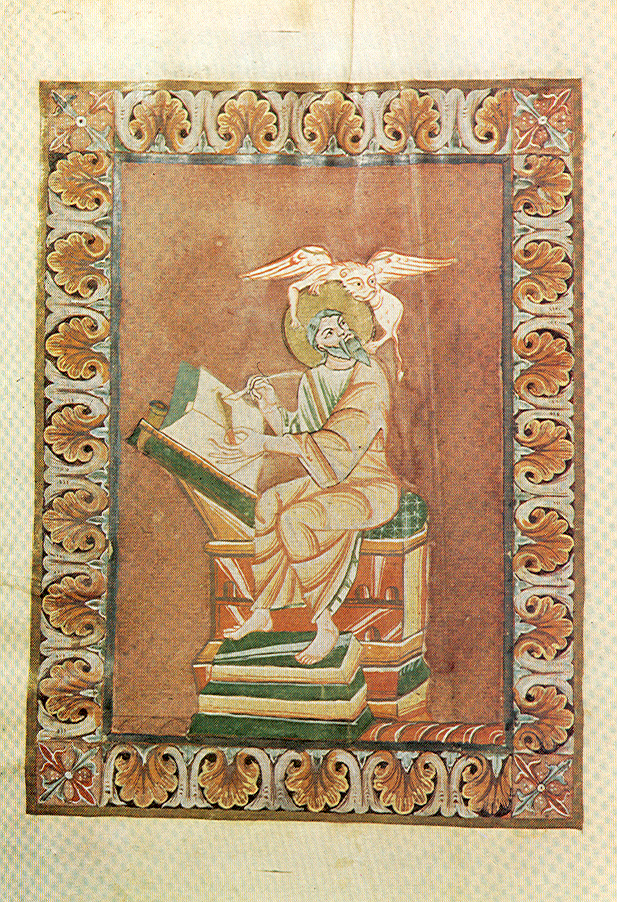
Ewangelista Marek. Ilustracja z Ewangeliarza Teofano (fol. 50v)

Teofano pozostawiła po sobie w Essen ważne ślady. Nie ma informacji o jej zaangażowaniu politycznym, a biorąc pod uwagę brak pokrewieństwa z panującymi, można je wykluczyć. Jej fundacje artystyczne i prace nad budową świątyni, miały wpływ na rozwój miasta Essen.

### Teofano a rozwój miasta Essen
Zapewne już od powstania opactwa znajdowała się w pobliżu osada rzemieślników i chłopów, która była jego własnością. Na prośbę Teofano i dzięki poparciu jej brata, arcybiskupa Kolonii Hermana, opactwo otrzymało prawo organizowania jarmarku trzy dni przed i dzień po święcie patronów św. Kosmy i Damiana, z którego dochód przypadał klasztorowi. Z organizowaniem tego jarmarku jest zapewne związane powstanie kaplicy św. Gertrudy. Na jej miejscu znajduje się obecnie Marktkirche. Kaplica jest po raz pierwszy wzmiankowana w testamencie Teofano. Istnieją także inne przesłanki świadczące o tym, że była jej fundatorką. Kult św. Gertrudy nie był wcześniej wzmiankowany. Relikwie świętej mogła Teofano uzyskać od swojej siostry Adelajdy, opatki w Nivelles, gdzie kościół klasztory był poświęcony św. Gertrudzie. Jarmark i kaplica św. Gertrudy były ważnymi etapami przekształcania się osady klasztornej w miasto Essen.

### Fundacje artystyczne
Teofano ofiarowała opactwu wartościowe dzieła sztuki: Ewangeliarz Teofano, Relikwiarz gwoździa i Relikwiarz Krzyża Świętego. Są one traktowane jako jedna grupa. Zapewne były wykorzystywane podczas liturgii wielkanocnej. W Wielki Piątek składano je w Grobie Pańskim na emporze westwerku i zabierano stamtąd w Wielką Niedzielę. Teofano ufundowała także tzw. młodszy krzyż Matyldy oraz niezachowany relikwiarz świętej Pinnosy, o którym wspominają wczesnonowożytne źródła. Był on zapewne srebrny.

#### Ewangeliarz Teofano

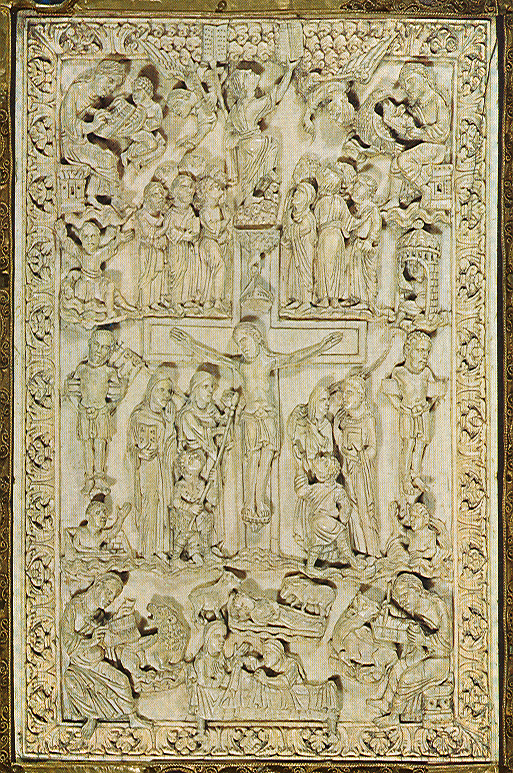
Centralna płytka z kości słoniowej z przedniej strony oprawy ewangeliarza

Ewangeliarz Teofano znajduje się dziś w skarbcu katedry w Essen. W XVIII w. rozdzielono księgę od jej cenniejszej artystycznie oprawy. Osobę fundatorki identyfikuje jej przedstawienie w dolnym polu oprawy: klęcząca postać podpisana THEOPHANU – ABBA (opatka Teofano) wręcza tronującej Madonnie księgę.
Oprawa ewangeliarza ma wymiary 35,7 cm x 26 cm. Wykonana jest z drewna dębowego pokrytego złotem, kością słoniową i kamieniami szlachetnymi. Centralną prostokątną płytkę z kości słoniowej otaczają cztery pola o kształcie trapezu pokryte trybowaną złotą blachą. Już wybór materiału ukazuje program ikonograficzny: złoto oznacza dostojeństwo, a kość słoniowa czystość wiary. Centralna płyta z kości słoniowej będąca kopią pracy z Lüttich, ma wymiary 17,6 cm x 11,3 cm. Przedstawia ona życie Jezusa: na dole narodzenie, w centrum ukrzyżowanie, u góry wniebowstąpienie. W rogach znajdują się postacie czterech ewangelistów. Przedstawienie wniebowstąpienia wiąże program ikonograficzny płyty z górnym polem, na którym przedstawiono tronującego Chrystusa w niebiosach. Na lewo od płyty są przedstawieni św. Piotr i Paweł (symbol Kościoła) i św. Kosma i Damian (patroni opactwa). Są oni pośrednikami między Chrystusem a ukazaną w dolnym polu opatką Teofano. Dolne pole przedstawia scenę, w której fundatorka wręcza Madonnie ewangeliarz. Maryja wskazuje ręką na Chrystusa, przekazując mu prośbę opatki. Po prawej i lewej stronie Madonny stoją św. Pinnosa i św. Walburga. Przedstawienie na dolnym polu wskazuje na pamiątkowy charakter fundacji.
Ewangeliarz składa się ze 157 kart pergaminowych, zapisanych minuskułą karolińską przez jednego autora, który zapewne działał w Essen. Fragmenty tekstu są pisane kursywą koloru czerwonego. Wśród miniatur na uwagę zasługują przedstawienia czterech ewangelistów, które sięgają do dawnej tradycji różnych poprzedników, na co wskazuje wybór perspektywy, sposób ukazania postaci i tła. Jako wzorce artystyczne wskazuje się prace z regionu rzeki Mozy.

#### Krzyż Teofano

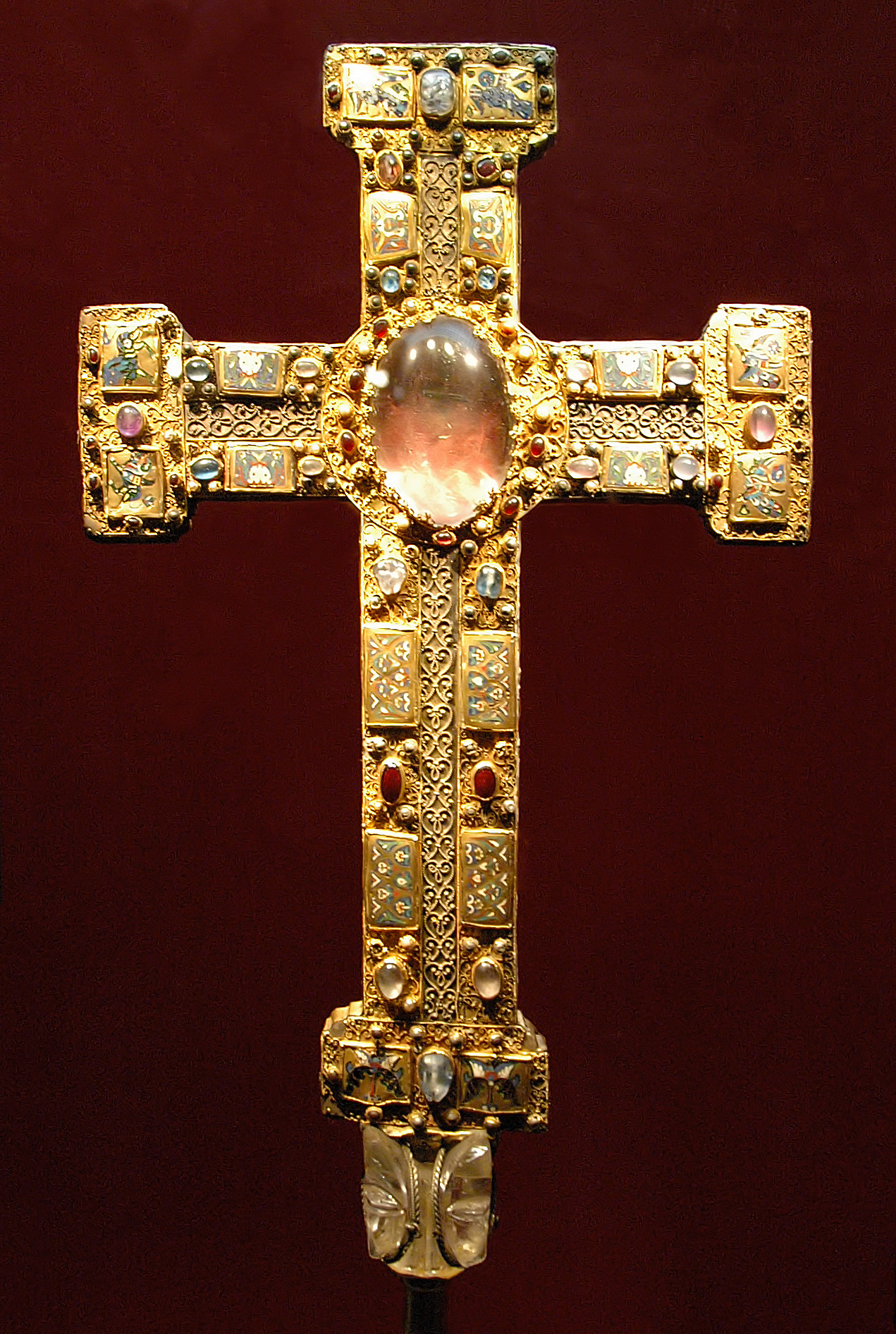
Krzyż Teofano

Krzyż Teofano jest chronologicznie trzecim z czterech krzyży procesyjnych w Essen. Jest to krzyż łaciński z prostokątnymi zakończeniami. Jego rdzeń został wykonany z drewna cedrowego. Materiał ten jako pochodzący z Ziemi Świętej jest szczególnie cenny. Krzyż ma wymiary 44,5 cm x 30 cm. Na boku znajduje się częściowo zachowana inskrypcja wymieniająca fundatorkę: Edita regale genere nobilis abbatissa Theophanu hoc signum dedit (Pochodząca z królewskiego rodu dostojna opatka Teofano ufundowała ten znak).
Krzyż jest pokryty 18 płytkami emalii pochodzącymi z różnych źródeł. 8 płytek na zakończeniach zostało zapewne wykonane w Bizancjum, 6 na poprzecznej i górnej części pionowej belki są lekko wygięte i wybrzuszone. Na tej podstawie przypuszcza się, że wcześniej zdobiły relikwiarz Złote Madonny i już w XI w. zostały usunięte, ponieważ przeszkadzały w ukoronowaniu figury dziecięcej koroną Ottona III, która także znajduje się w skarbcu w Essen. Płytki pokrywające dolną część pionowej belki są mniej wartościowe i zapewne zostały wykonane dla krzyża Teofano. Pod krzyżem znajduje się rzeźbiony kryształ górski, który był pierwotnie fatymidzką flaszeczką na perfumy. Na krzyżu nie został przedstawiony Chrystus. Na jego miejscu znajduje się kryształ górski ozdobiony złotą blachą i czerwonym aksamitem. Pod nim są widoczne dwie drzazgi, którym przypisuje się pochodzenie z krzyża Chrystusa. Dzięki temu krzyż Teofano jest równocześnie relikwiarzem.

#### Relikwiarz gwoździa
W obecnej postaci to relikwiarz tablicowy zwieńczony gotyckim dodatkiem w formie liścia koniczyny. Bez tego dodatku zabytek ma wymiary 14 cm × 11,7 cm. Powstał w XIV w. w wyniku połączenia dwóch wcześniejszych relikwiarzy. Jeden z nich będący płytką z drewna dębowego obitą złotą blachą, może być przypisany Teofano. Znajdują się na nim 4 płytki emalii, formą i wygięciem zbliżonych do tych, które zdobią krzyż Teofano. Podział tablicy na cztery trapezoidalne pola otaczające część centralną odpowiada zdobieniom oprawy Ewangeliarza Teofano. W części centralnej znajduje się osłonięty górskim kryształem 6-centymetrowy gwóźdź, któremu przypisuje się pochodzenie z krzyża Chrystusa. Relikwię opisuje inskrypcja: QUI XPM PASSU CREDITIS HIC CERNITE CLAVUM (kto wierzy w mękę Chrystusa, widzi tutaj gwóźdź). Funkcja relikwiarza jest nieznana. Zapewne był osadzony na lasce i służył wraz z krzyżem i prawdopodobnie także relikwiarzem jako oznaka władzy opatki podczas jej uroczystych wystąpień.

#### Młodszy krzyż Matyldy

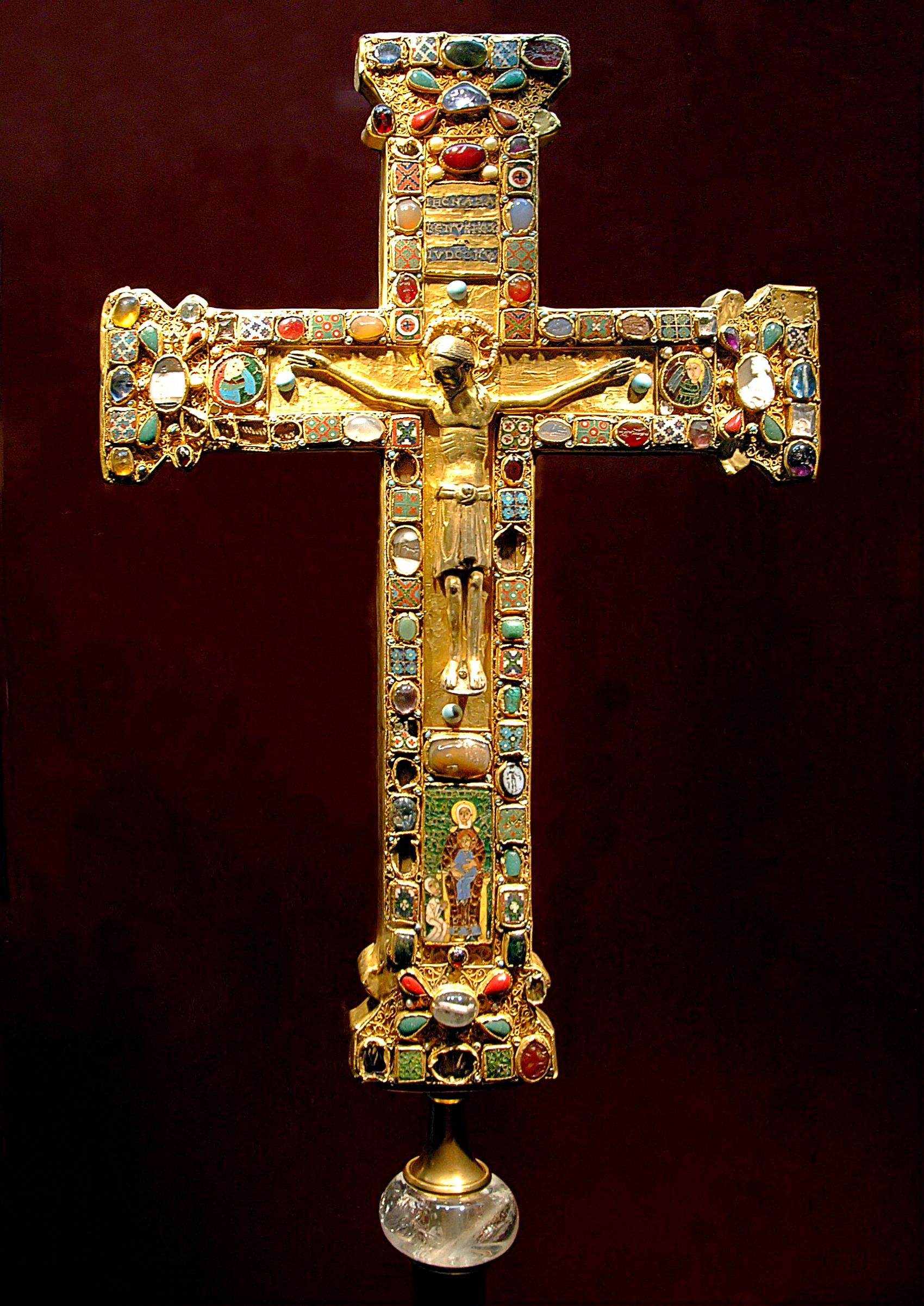
Tzw. Młodszy krzyż Matyldy

Jest to najmłodszy krzyż procesyjny w Essen. Powstał zapewne ok. 1050. Został sporządzony z drewna dębowego obitego złotą blachą. Ma wymiary 45 cm × 30,5 cm. Krzyż jest wyraźnym nawiązaniem do krzyża Ottona i Matyldy. Na przedstawieniu fundacyjnym jest widoczna opatka Matylda w stroju kanoniczki stojąca przed tronującą Madonną. Obramowanie młodszego krzyża Matyldy przypomina krzyż z dużymi płytkami emalii, inną fundację Matyldy. Obramowanie jest wykonane z ułożonych na przemian płytek emalii i kamieni szlachetnych z diagonalnie ułożonymi perłami, przy czym pierwotne położenie emalii zostało zmienione podczas jednej z restauracji. Korpus krzyża został odlany ze srebra. Jest on artystycznie bliski powstałemu ok. 1049 w Kolonii krzyżowi Idy i Hermana. Odstęp czasowy pomiędzy śmiercią Matyldy ukazanej jako fundatorka a czasem wykonania krzyża świadczy, że była to fundacja Teofano, która miała wspierać kult jej poprzedniczki jako wzoru zakonnicy i zapewne jako świętej: Matylda nie została przedstawiona w bizantyjskim stroju dworskim, jak to miało miejsce na krzyżu Ottona i Matyldy, ale w prostym, białym habicie zakonnym, klęcząc przed tronującą Madonną.

### Działalność budowlana Teofano

#### Kościół opacki w Essen
Daty poświęcenia zachowanej krypty kościoła opackiego w Essen jak również niezachowanego wschodniego chóru przypadają na okres rządów Teofano. Inskrypcje w krypcie i w skrytkach na relikwie z odkrytych fundamentów ołtarzy potwierdzają to datowanie. Przez długi czas sądzono, że Teofano wzniosła także westwerk kościoła. Na podstawie wyników wykopalisk z 1952 Walter Zimmermann uznał to za udowodnione. Ten pogląd miało wspierać zdanie z kroniki rodzinnej Ezzonidów w opactwie Brauweiler, gdzie zapisano, że znajdujące się częściowo w stanie ruiny z powodu wieku monasterium w Essen Teofano wraz ze wszystkimi officia odbudowała i znacząco powiększyła. Zimmerman odkrył pod westwerkiem fundamenty nieznanej dotychczas budowli wejściowej, która musiała powstać po 946. Odkrywca uznał, że monasterium należy utożsamić z kościołem i westwerk, którego malowidła pochodzą na pewno z czasów Teofano, przypisał także tej opatce.
Wtedy powstała także interpretacja mówiąca, że westwerk pochodzi z czasów Matyldy. Przemawia za tym fakt, że jego program nawiązuje do idei renovatio imperii cesarza Ottona III. Ponadto w czasach Teofano architektura ottońska należała już do przeszłości. Budowle wznoszono w stylu romańskim. W tym stylu powstał kościół Panny Marii na Kapitolu w Kolonii wzniesiony z inicjatywy siostry Teofano, Idy. Fremer i Lange skrytykowali interpretację kroniki brauweilerskiej przez Zimmermanna. Sądzą oni, że ecclesia oznacza kościół, a monasterium zabudowania klasztorne. Ich zdaniem w tym fragmencie jest mowa o budowie niezachowanych zabudowań klasztornych lub duchowej odnowie życia klasztornego.

#### Dalsza działalność budowlana?

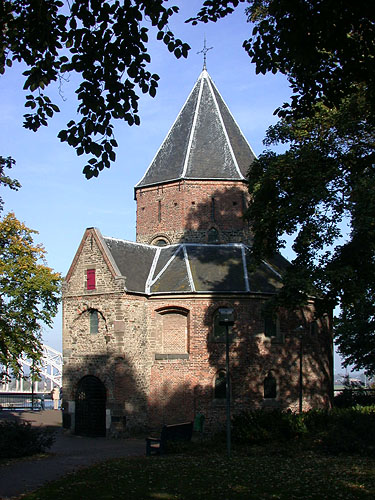
Teofano współdziałała prawdopodobnie przy budowie kaplicy św. Mikołaja w Nimwegen

Brak jest informacji o działalności budowlanej Teofano jako opatki z Gerresheim w tej miejscowości lub w Rellinghausen, gdzie jest wzmiankowana jako przełożona. W obu miejscach nie są znane wczesne budowle kościelne. Być może jednak Teofano uczestniczyła w budowie kaplicy św. Mikołaja w dawnym palatium cesarskim w Nimwegen. Budowla ta datowana na ok. 1030 upamiętnia zmarłą w 991 w Nimwegen cesarzową Teofano, babkę opatki. Wskazuje na to także patrocinium św. Mikołaja, którego kult wprowadziła cesarzowa i któremu szczególnie dużo świątyń wznieśli Ezzonidzi. Kaplica jest oktogonalną budowlą centralną, która podobnie jak westwerk w Essen nawiązuje do kaplicy pałacowej w Akwizgranie, i w ten sposób również mieści się w ottońskiej, a możliwe, że również esseńskiej tradycji. Brak podobieństw dekoracji westwerku w Essen do kaplicy św. Mikołaja mógłby, o ile Teofano była zaangażowana w powstanie tej ostatniej, być kolejną przesłanką, że nie można jej przypisać westwerku w Essen.

### Działalność Teofano poza opactwem w Essen

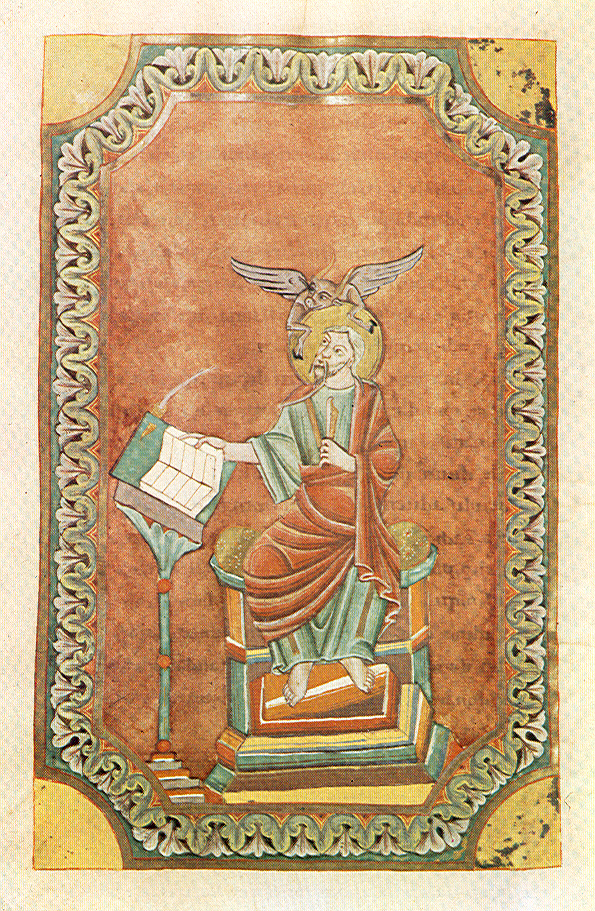
Ewangelista Łukasz. Ilustracja z Ewangeliarza Teofano

Źródła dokumentujące działalność Teofano jako opatki w Essen, uwzględniając zachowane budowle i dzieła sztuki, a także niewielką liczbę dokumentów, są bogate w porównaniu z wiedzą na temat innych współczesnych jej kobiet. Niewielka jest natomiast liczba źródeł mówiących o jej działaniach poza opactwem w Essen.
W Gerresheim jest Teofano poświadczona jako opatka przez zachowany w odpisie dokument oraz przez darowiznę w testamencie. Dokument mówi o ofiarowaniu przez opatkę środków na zwiększenie funduszu na ubrania dla zakonnic. Świadkiem tego aktu był arcybiskup koloński Arno II pełniący swój urząd od 1056. Na tej podstawie dokument można datować na lata 1056–1058. Gerresheim jest także wspomniane w testamencie Teofano, a szczególnie w dodatku do niego. Brak źródeł uniemożliwia ustalenie okresu pełnienia przez nią urzędu opatki w Gerresheim.
Kościół w Rellinghausen jest po raz pierwszy wymieniony w testamencie Teofano. Brak jednak informacji, by istniała tam wówczas wspólnota zakonna. Dzieje klasztoru w Rellingshausen zostały sfałszowane w XVII w. z powodu sporu prawnego o prawa zwierzchnie opactwa w Essen. W ramach tych fałszerstw panowie lenni opactwa odkryli, że zostały tam pochowane najważniejsze opatki: Matylda, jako domniemana fundatorka Rellinghausen, i Teofano. Stworzono także listę przełożonych, która wymienia Teofano. Według dziejów opactwa Teofano miała ofiarować klasztorowi Rellinghausen złocony srebrny krzyż i ozdobną tarczę swojego ojca. Jakie były rzeczywiste związki Teofano z Rellinghausen, nie jest jasne.
Nie wiadomo czy należy łączyć Teofano z krzyżem z Borghorst. Opactwo w Borghorst zostało założone ok. 970 przez Essen i posiadało aż do swojej kasaty w 1802 zachowany do dziś krzyż relikwiarzowy. Na przedniej ścianie jako fundator jest przedstawiony cesarz Henryk, zapewne Henryk III. Program ikonograficzny wskazuje na Essen: złota, trybowana blacha przedstawia św. Piotra i Pawła oraz św. Kosmę i Damiana, podobnie jak na ewangeliarzu Teofano. Na związki zabytku z klasztorem Borghorst wskazuje jedynie odnawiana w późniejszym okresie tylna strona krzyża. Z tego powodu Fremer wysunął przypuszczenie, że krzyż z Borghorst był pierwotnie darowizną cesarza Henryka III dla Essen.

## Testament Teofano

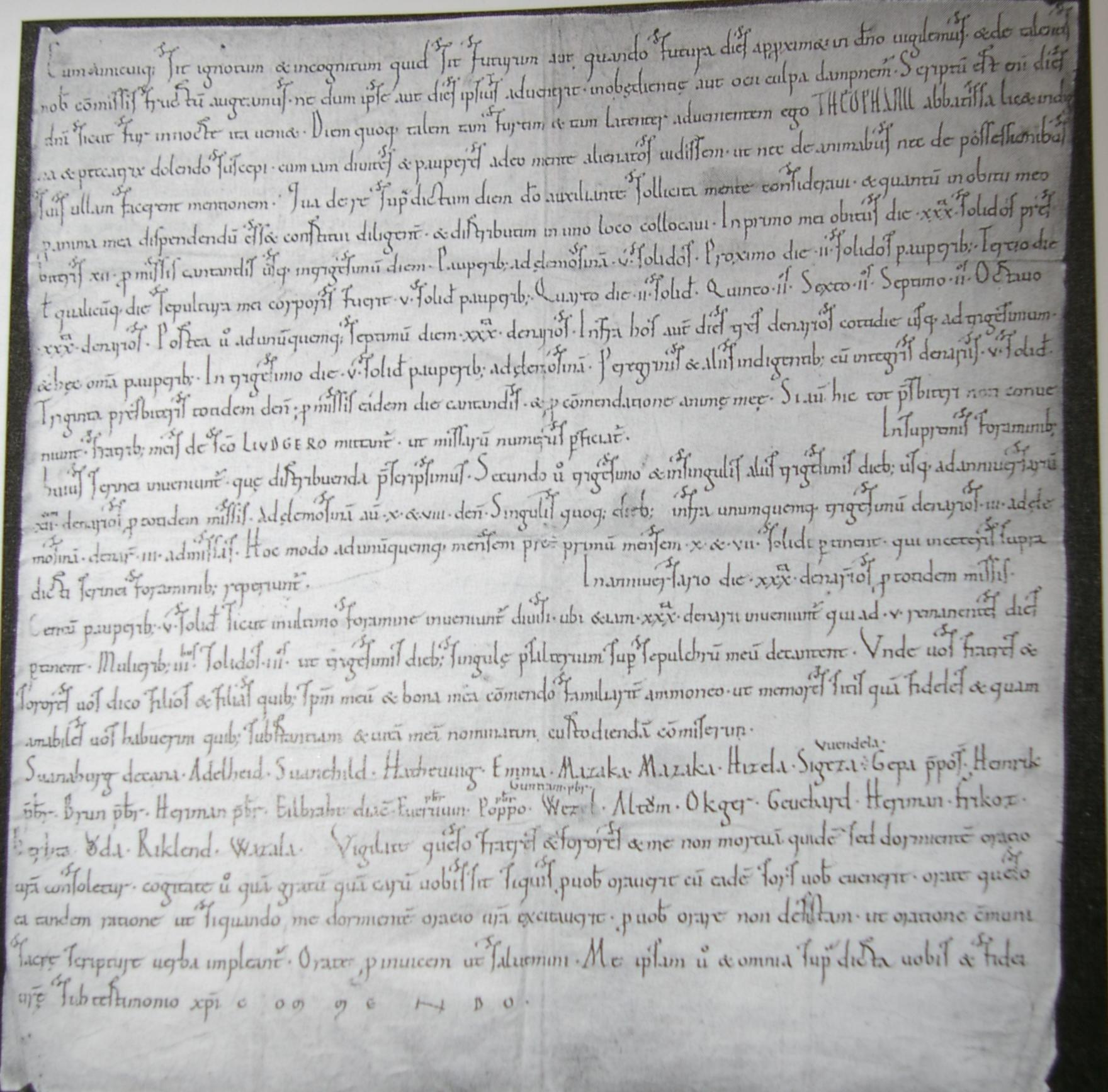
Strona przednia testamentu

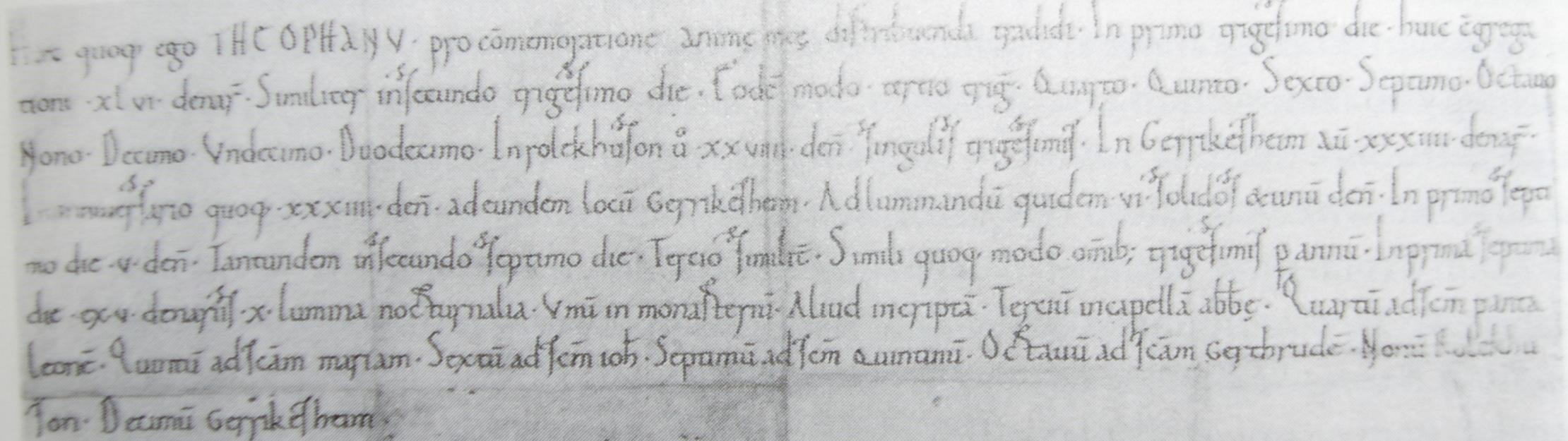
Strona tylna testamentu

W swoim testamencie Teofano określiła dokładnie modlitwy, które mają być zanoszone w jej intencji oraz zawarła wskazówki, gdzie są złożone pieniądze na opłacenie księży i płaczek. Testament kończy się napomnieniem świadków, wśród których jest następczyni Teofano, Swanhilda, by utrzymywali więź modlitewną ze zmarłymi.
Testament Teofano znajdował się w opactwie do jego sekularyzacji w 1803, a następnie został przekazany do archiwum w Düsseldorfie, gdzie jest przechowywany do dziś. Jest to niedatowany dokument pergaminowy o wymiarach 43 x 40,5 cm. Na przedniej stronie znajduje się 27, a na tylnej 8 linijek tekstu. Wśród świadków wyróżnione zostało imię Liudgero, co pozwala przypuszczać, że dokument został spisany w klasztorze w Werden.
Teofano zm. 5 marca 1058 w Essen i została pochowana w tamtejszym kościele klasztornym w dobudówce, w której wykonano dla niej kryptę. Ta dobudówka została zniszczona jeszcze w średniowieczu. Podczas wykopalisk w 1952 odkryto jej fundamenty i sarkofag Teofano. Identyfikację umożliwiła kamienna płyta z inskrypcją: 5 marca zmarła opatka Teofano, córka Matyldy, córki Ottona II. Fakt, że opatka nie spoczęła na prominentnym miejscu w krypcie przed ołtarzem, jest obecnie tłumaczony tym, że miejsce to było już zajęte przez jej poprzedniczkę Matyldę. Być może także Teofano pragnęła pierwotnie spocząć w innym miejscu, zapewne w rodowym opactwie Brauweiler.

## Ocena

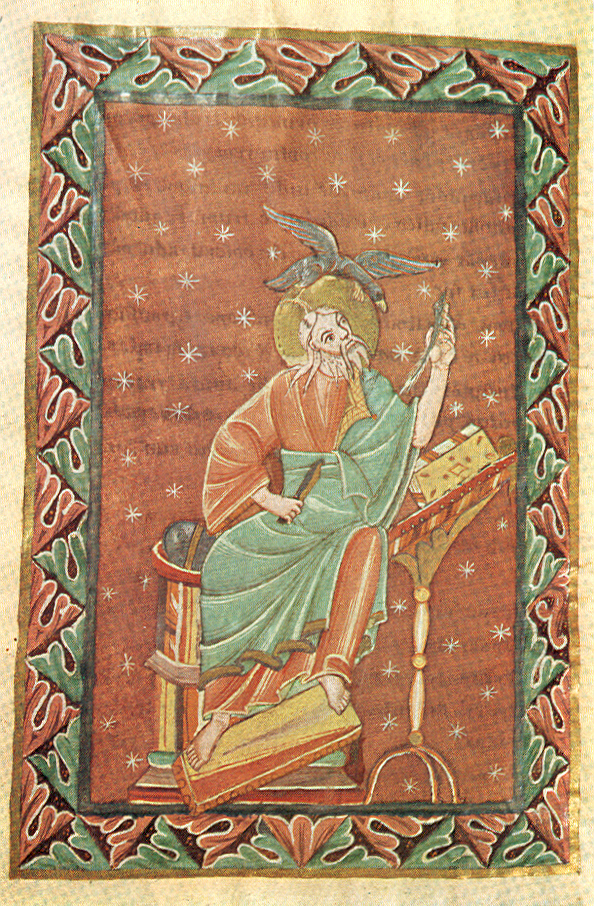
Ewangelista Jan. Ilustracja z Ewangeliarza Teofano

Kronika opactwa w Brauweiler opisuje Teofano jako osobę o męskim charakterze. Sama mówi o sobie w testamencie jako o niegodnej i grzesznej. Oba źródła są jednak rodzajem toposu i nie oddają stanu faktycznego. Określenia męski charakter, którego użył kronikarz, stosowano także do opisu jej babki, cesarzowej Teofano. Na uwagę zasługuje inskrypcja nagrobna, która nie wymienia imienia ojca, a wskazuje na cesarskie pochodzenie po matce. Opatka przywiązywała do niego wielkie znaczenie, o czym świadczy inskrypcja fundacyjna na krzyżu Teofano, ostatniej opatki z dynastii ottońskiej. Mimo podkreślania swojego pochodzenia i tradycji ottońskiej nadała opactwu współczesne swoim czasom formy. Jej postępowanie było ukierunkowane na upamiętnienie własnej osoby, a nie na przeszłość.